# Schorskevers
De schorskevers of bastkevers (Scolytinae) zijn een onderfamilie van de snuitkevers (Curculionidae). Ze leven tussen de schors en het hout van een boom. Per jaar kunnen er twee tot drie generaties gevormd worden. De larve van de schorskever maakt eerst een gaatje in de buitenste schorslaag en vreet zich dan door het zachte delingsweefsel (cambium). Hieronder maken de larven al etend een gangenstelsel, ze eten van het weefsel en het oppervlakkige spinthout en scheiden het boormeel weer uit. Aan de structuur van het boormeel en het vraatbeeld is te zien welke keversoort het gemaakt heeft. Ze kunnen aan de bomen grote schade toebrengen doordat de vochtvoorziening geblokkeerd wordt en de boom vervolgens doodgaat; ook verspreiden sommige soorten plantenziekten. De kevers leven van de sapstroom in de levende boom, bij sterven of kappen van de boom zullen de kevers zich daarom verwijderen.
Er zijn ook schorskeversoorten die in stengels en wortels van kruidachtige planten of in zaden leven.

## Geslachtengroepen
- Amphiscolytini
- Bothrosternini
- Cactopinini
- Carphodicticini
- Coptonotini
- Corthylini
- Cryphalini
- Crypturgini
- Diamerini
- Dryocoetini
- Hexacolini
- Hylastini
- Hylesinini
- Hylurgini
- Hyorrhynchini
- Hypoborini
- Ipini
- Micracidini
- Phloeosinini
- Phloeotribini
- Phrixosomatini
- Polygraphini
- Premnobiini
- Scolytini
- Scolytoplatypodini
- Xyleborini LeConte, 1876
- Xyloctonini
- Xyloterini
- † Cylindrobrotini

## Enkele soorten
- Dennenscheerder (Tomicus piniperda syn. Blastophagus piniperda) leeft op dennen
- Grote iepenspintkever (Scolytus scolytus) leeft op iep
- Kleine iepenspintkever (Scolytus multistriatus) leeft op iep
- Letterzetter (Ips typographus) met name op fijnspar
- Cryphalus abietis leeft van doodhout van dennen
- Phloeophthorus rhododactylus leeft in de duinen op brem en gaspeldoorn
- Trypodendron domesticum leeft op beuk
- Xyloterus domesticus leeft op beuken

## Schade
De imago van de dennenscheerder veroorzaakt door het knagen schade aan de eenjarige takscheuten, die daardoor makkelijk afbreken. Bij grote aantasting lijkt het of de bomen geschoren zijn, en ze zijn er bruin uit.
De letterzetter noodzaakt de bosbouwer tot voortijdige kap van van veel percelen fijnspar.
De iepenspintkevers brengen door hun knagerij de iepziekte, een schimmel (Ophiostoma ulmi en Ophiostoma novo-ulmi), over. Eenmaal aangetast kwijnen de bomen en gaan ten slotte dood.
Sinds begin 21e eeuw gaan meer eiken dood door aantasting met de eikenprachtkever. Vernatting van natuurgebieden zou daarvan een oorzaak zijn.

### Schade in Duitsland
In Duitsland is behoorlijke schade aangericht door de schorskevers in de bossen. De plagen zijn deze jaren groter geworden doordat de omstandigheden voor de kevers ideaal zijn geworden. Afgelopen winters waren mild en er waren stormen waardoor de bomen verzwakt zijn. De kevers kunnen daardoor gemakkelijk via opengetrokken wortels naar binnen kruipen en hun slag slaan en flinke schade toebrengen waardoor uiteindelijk kappen van het bos noodzakelijk is. In de lente komen de kevers uit hun winterslaap en slaan dan toe aan andere bomen, om dit te voorkomen moeten houtzagers 's-winters flink aan de slag om de zieke bomen te verwijderen voordat de lente begint en de kevers uitvliegen en andere bomen besmetten. Dit zorgt ook voor problemen in de houtindustrie want normaal mogen de houtzagers maar 2000 m3 uit het bos zagen en dat levert zo'n 90 euro per m3 op en vanwege de plaag is nu véél meer hout en de prijs is daardoor nu gedaald naar zo'n 35 euro per m3.